# حملة الشرعية

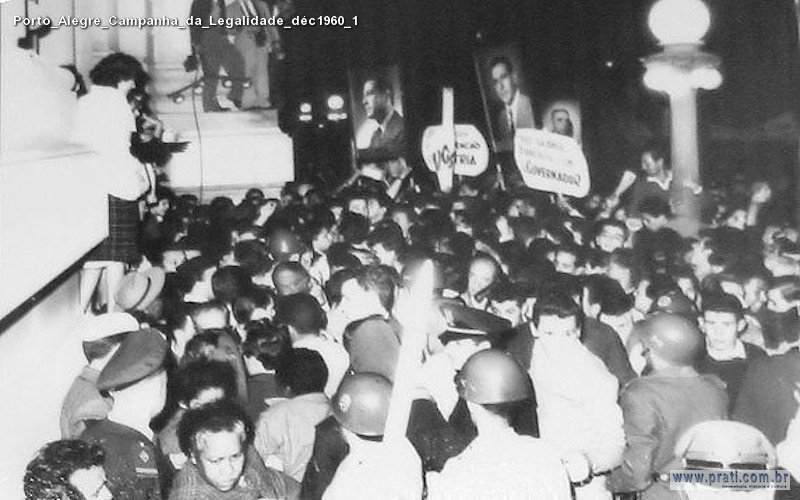
بورتو أليغري – حملة الشرعية، ديسمبر 1960

حملة الشرعية (بالبرتغالية: Campanha da Legalidade) هي تعبئة مدنية وعسكرية جرت عام 1961 لضمان تنصيب جواو غولار رئيسًا للبرازيل، ما أدى إلى إلغاء حق النقض (الفيتو) لوزراء القوات المسلحة في خط الخلافة القانونية للرئيس جانيو كوادروس، الذي استقال من منصب نائب الرئيس غولار آنذاك. قاد الحملة ليونيل بريزولا، حاكم ريو غراندي دو سول، بالتحالف مع قائد القيادة العسكرية الجنوبية، الجنرال خوسيه ماتشادو لوبيز. أدت الأزمة إلى اعتماد النظام البرلماني كنظام حكم جديد في البرازيل.
في 25 أغسطس عام 1961، أثناء بعثة غولار التجارية البرازيلية إلى جمهورية الصين الشعبية، استقال الرئيس جانيو كوادروس. ما يزال قرار كوادروس غير مفهوم، لكن ربما كان مناورة سياسية منه للعودة إلى الرئاسة بسلطات أكبر والتغلب على المأزق السياسي الذي واجهه مع الكونغرس. توقع كوادروس، بمعارضة من نائبه - المُنتخب من بطاقة مختلفة بسبب خصوصية النظام السياسي في ذلك الوقت – بأن الجيش المناهض للشيوعية الذي رفض بالفعل غولار، إلى جانب الضغط الشعبي، سوف يقوم بإجراء استفتاء الاستقالة. ومع ذلك، فشلت تلك المناورة وغادر كوادروس البلاد. تسلّم رئيس مجلس النواب، رانييري مازيلي، مكانه مؤقتًا، في حين بقيت السلطة الحقيقية بين أيدي الوزراء العسكريين: المارشال أوديليو دينيس وزير الحرب ونائب الأدميرال سيلفيو هيك وزير البحرية والعميد غابرييل غرون موس وزير القوات الجوية. شكل الوزراء الثلاثة في الواقع المجلس العسكري وخرقوا النظام القانوني واستخدموا حق النقض ضد تنصيب نائب الرئيس، مع المطالبة بإجراء انتخابات جديدة. يصف العديد من المؤرخين هذا النقض بأنه كان محاولة انقلاب.
وافق حاكم غوانابارا كارلوس لاكريدا على حق النقض، لكن الوزراء لم يحظوا بالدعم الكافي من الشعب والقوات المسلحة إذ واجهوا معارضة تمثلت في المظاهرات والإضرابات ومواقف بعض الشخصيات البارزة والمنظمات السياسية. انضم حكام ولاية غوياس، ماورو بورخيس تيكسيرا وريو غراندي دو سول وليونيل بريزولا، إلى قضية الخلافة الرئاسية وفقًا للدستور البرازيلي لعام 1946. حشد بريزولا الجماهير والقوات العسكرية في ريو غراندي دو سول والمحطات الإذاعية وخلق ما يُعرف «بسلسلة الشرعية» للسيطرة على الرأي العام البرازيلي.
وصل الجيش الثالث، ومقره في بورتو أليغري، إلى حافة المواجهة مع حكومة الولاية، لكن في 28 أغسطس انفصل الجنرال ماتشادو لوبيز عن رؤسائه وحول القوة البرية في المنطقة الجنوبية إلى الجانب القانوني. قام القانونيون الجنوبيون والقوات الموالية للوزراء العسكريين بشنّ عمليات عسكرية ضد بعضهم البعض. من جهتها، تحركت القوات متجهةً إلى الساحل الجنوبي والحدود الشمالية لبارانا، ومن جهةٍ أخرى، تم تشكيل قوة غزو برية ضد الجنوب تُعرف باسم «فرقة كروزيرو»، وقوة بحرية أخرى بقيادة حاملة الطائرات ميناس غيرايس. تم تقسيم الجيش وأصبحت الروح المعنوية للقتال ضد الجنوب محدودة للغاية. وبالتالي، دفعت الأزمة البلاد إلى حافة الحرب الأهلية.
قبل وقوع أي مواجهات، تم التوصل إلى حل سلمي: اعتماد النظام البرلماني، الذي من شأنه أن يسمح لغولار بتولي منصبه، لكن بسلطات محدودة. عند وصوله إلى البرازيل عبر بورتو أليغري في 1 سبتمبر، كانت آخر عقبة أمام غولار هي خطة الضباط المعارضين لإسقاط طائرته أثناء توجهه إلى برازيليا، التي تُعرف باسم عملية البعوض، لكنه تمكن من تولي منصبه في 7 سبتمبر واستكمل العمل على هدف الحملة. تم الاستفتاء على النظام البرلماني للدستور البرازيلي في عام 1963.
تُعد الأزمة الناجمة عن استقالة جانيو كوادروس وحق النقض في الخلافة القانونية لجواو غولار من بين أزمات الجمهورية البرازيلية الرابعة التي سبقت انقلاب عام 1964، إلى جانب أحداث عام 1954 (نهاية حكومة جيتوليو فارجاس) وعام 1955 (خلافة جوسيلينو كوبيتشيك التي دعمتها حركة 11 نوفمبر). سبقت أزمة عام 1961 انقلاب عام 1964، بل وأُطلق عليها اسم «التمرين».